# Lista de fortificações do Brasil

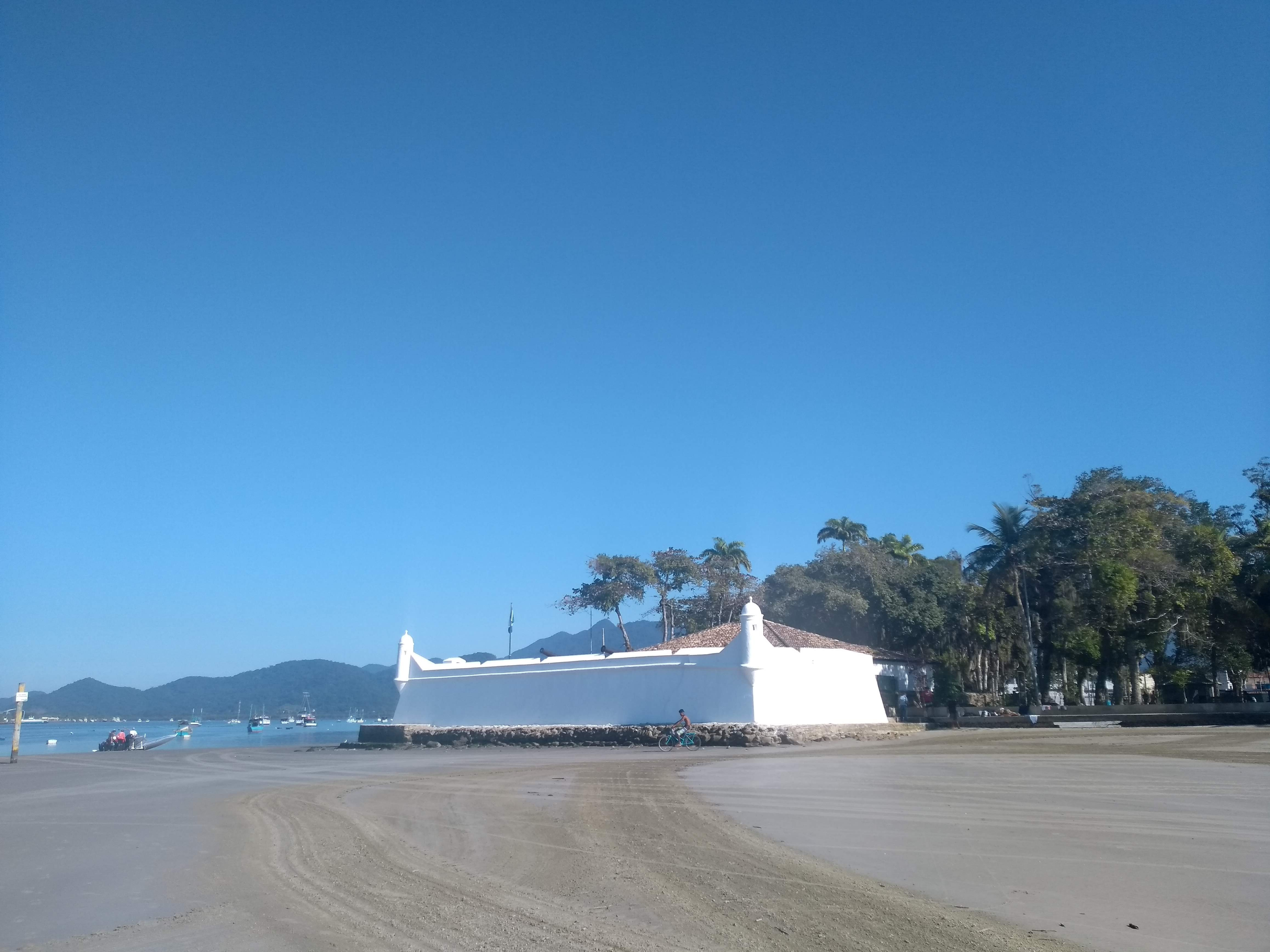
O Forte de São João da Bertioga, em São Paulo, é primeira fortificação construída no Brasil, em 1560

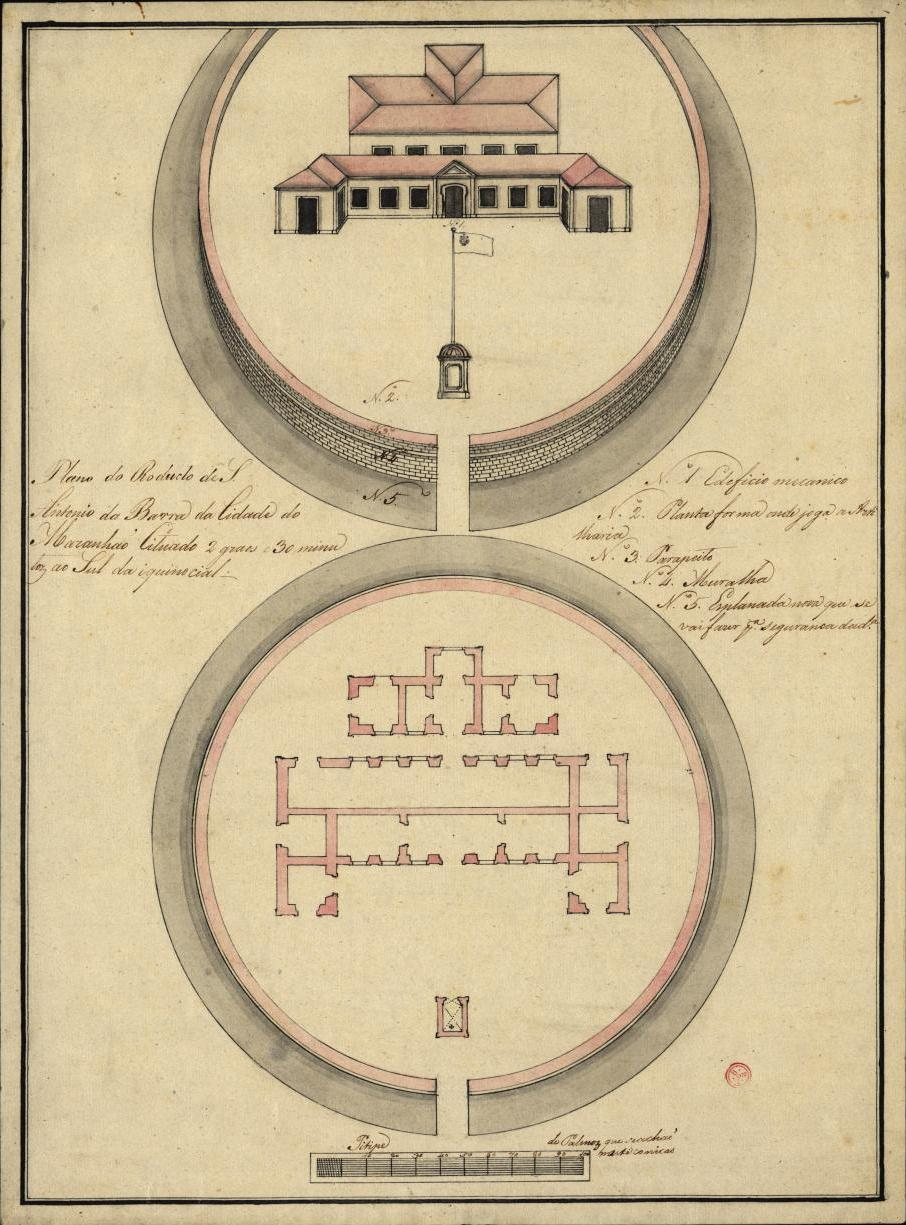
"Plano do Reducto de S. Antonio da Barra da Cidade do Maranhão..." (post. 1750)

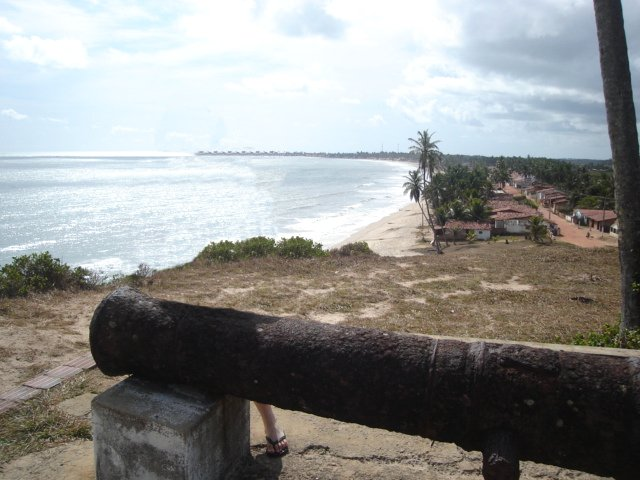
Antiga peça de artilharia do Fortim da Baía da Traição, Paraíba.

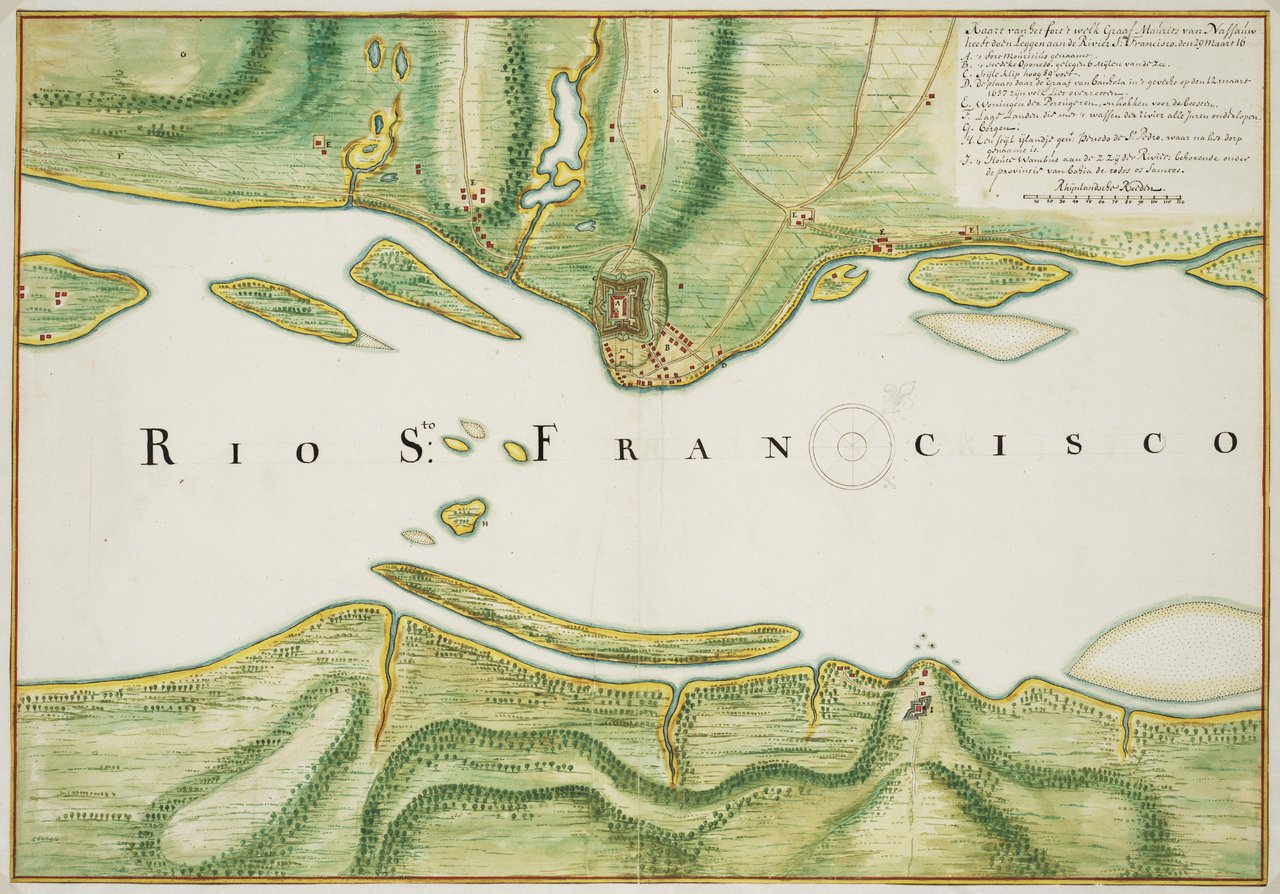
Mapa de localização do Forte Maurício do Penedo no rio São Francisco (Johannes Vingboons, 1665)

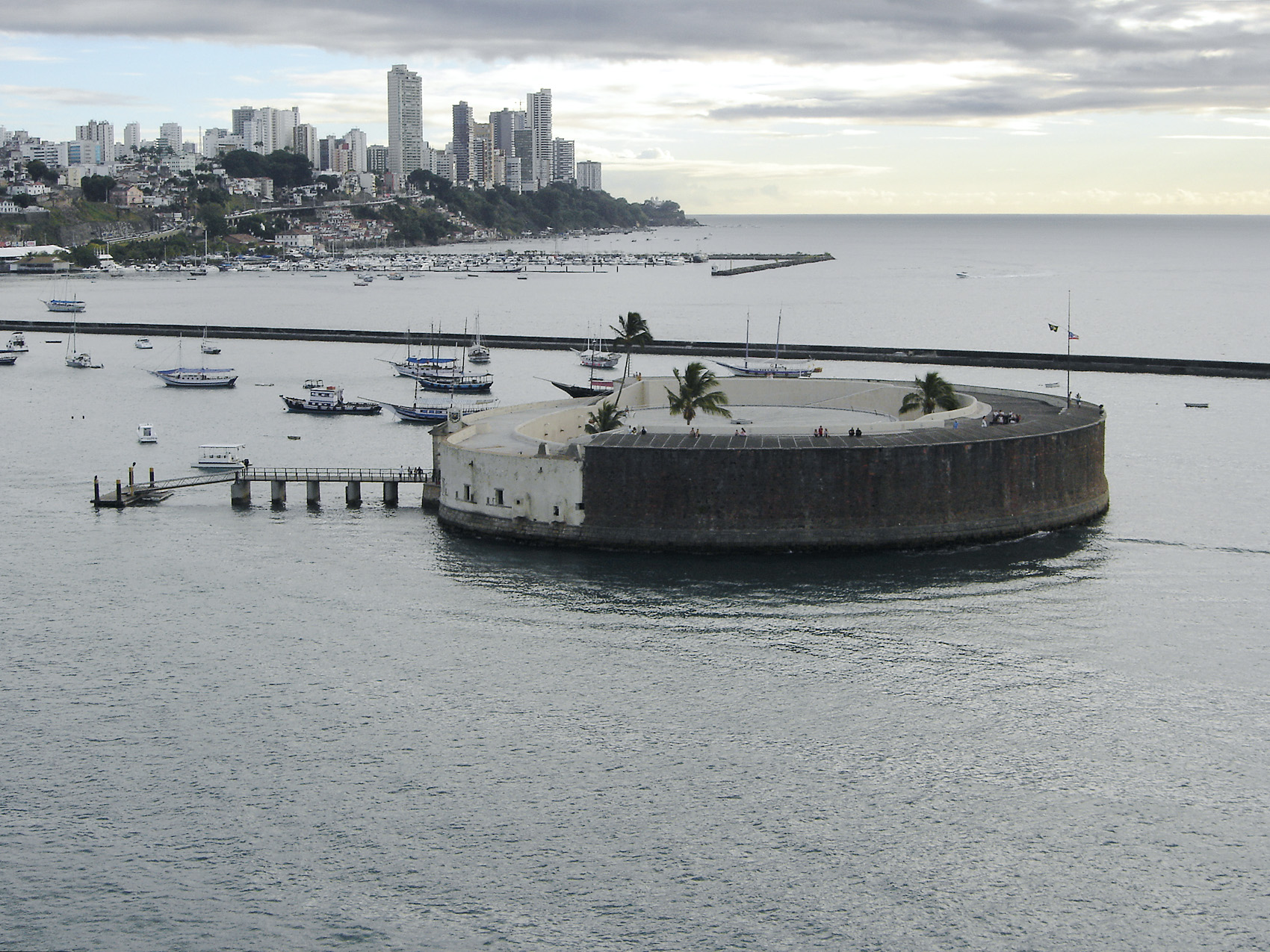
Forte de São Marcelo, Salvador: o forte visto do mar

Esta é uma lista de fortificações do Brasil. A construção de fortificações no Brasil prende-se ao processo de conquista e exploração econômica do território, assim como a aspectos de soberania de fronteiras e dos direitos de navegação nas bacias do rio Amazonas e do rio da Prata, em termos de Relações Internacionais.[carece de fontes?]

## Historiografia
Uma historiografia das fortificações do Brasil, em âmbito nacional, parte, necessariamente, do trabalho de quatro historiadores:[carece de fontes?]
- Augusto Fausto de Sousa, em memória apresentada ao Instituto Histórico e Geográfico Brasileiro, publicada na revista daquele órgão (tomo XLVIII, 2a. parte), ainda na segunda metade do século XIX;
- Aníbal Amorim, general do Exército Brasileiro, em artigos publicados nos Boletins do Estado-Maior do Exército, entre os anos de 1915 a 1921;
- Carlos Miguez Garrido, em obra publicada em separata ao Volume III dos Subsídios para a História Marítima do Brasil, do Ministério da Marinha, em 1940;
- Aníbal Barreto, coronel do Exército Brasileiro, em obra publicada pela Biblioteca do Exército Editora, em 1958.

Complementarmente, o estudioso do tema encontra informações valiosas nas obras e observações dos seguintes autores:
- Pero Vaz de Caminha. Carta a el-Rei D. Manuel, 1500.
- Pero Lopes de Sousa. Diário de Navegação, 1530-1532.
- Hans Staden. Duas viagens ao Brasil, 1557.
- André Thevet. A Cosmografia Universal, 1571.
- Pero de Magalhães Gândavo. Tratado da Terra do Brasil e História da Província de Santa Cruz, a que vulgarmente chamamos Brasil, 1576.
- Jean de Léry. Viagem à terra do Brasil, 1578.
- Gabriel Soares de Sousa. Tratado Descritivo do Brasil, 1587.
- Cartas dos padres missionários jesuítas
- Ambrósio Fernandes Brandão. Diálogos das grandezas do Brasil, 1618.
- Frei Vicente do Salvador. História do Brasil, 1627.
- Luís Serrão Pimentel. Methodo Lusitanico de Desenhar as fortificaçoens das Praças Regulares e Irregulares..., 1680.
- Manuel de Azevedo Fortes. O Engenheiro Portuguez, 1729.

## Lista por estado

### Alagoas
- Bateria da Imperatriz
- Bateria da Ponta Verde
- Baterias de Barra Grande
- Baterias do Rio Bebedouro
- Forte de São João de Maceió
- Forte de São Pedro de Jaraguá
- Forte do Espírito Santo do Porto do Francês
- Forte Maurício do Penedo
- Forte Príncipe Imperial de Alagoas
- Fortificações do Bom Sucesso do Porto Calvo
- Fortim Bass
- Redutos da Praia de Paripueira

### Amapá
- Bateria da Ilha de Bragança
- Fortaleza de São José do Macapá
- Forte de Santo Antônio do Macapá
- Forte do Macapá
- Forte do Rio Araguari
- Forte do Rio Bataboute
- Forte do Rio Tauregue
- Forte Inglês de Cumaú
- Forte Português de Cumaú
- Fortim de Filipe
- Fortim do Cabo Norte
- Fortim Francês do Rio Maiacaré
- Fortim Neerlandês do Rio Maiacaré
- Fortim Vicente Pinzón
- Reduto do Macapá
- Vigia do Rio Curiaú

### Amazonas
- Bateria de Barcelos
- Forte de São Francisco Xavier de Tabatinga
- Forte de São Gabriel da Cachoeira
- Forte de São Joaquim do Rio Negro
- Forte de São José da Barra do Rio Negro
- Forte de São José de Marabitanas
- Fortificações de Tabatinga
- Presídio de Santo Antônio do Rio Içá
- Presídio de São Fernando do Rio Içá
- Presídio do Ribeirão no Rio Madeira
- Presídio do Salto no Rio Madeira

### Bahia
- Arraial do Rio Vermelho
- Bateria da Ilha de Cajaíba
- Bateria da Quitanda
- Bateria da Ribeira
- Bateria de Santa Cruz
- Bateria do Palácio do Governador
- Baterias de Santo Amaro
- Casa da Torre de Garcia d'Ávila
- Castelo do Pereira
- Dique do Tororó
- Dique Neerlandês de Salvador
- Feitorias no litoral da Bahia
- Fortaleza do Morro de São Paulo
- Forte da Bica na Ilha de Itaparica
- Forte de Nossa Senhora do Monte do Carmo, Forte do Barbalho
- Forte de Nossa Senhora de Monte Serrat
- Forte de Nossa Senhora do Pópulo e São Marcelo, Forte de São Marcelo
- Forte de Santa Cruz do Paraguaçu
- Forte de Santa Maria
- Forte de Santo Alberto
- Forte de Santo Antônio além do Carmo
- Forte de Santo Antônio da Barra
- Forte de Santo Antônio dos Ilhéus
- Forte de São Bartolomeu da Passagem
- Forte de São Diogo
- Forte de São Francisco (Brasil)
- Forte de São Gonçalo do Rio Vermelho
- Forte de São Joaquim da Jequitaia
- Forte de São Lourenço na Ilha de Itaparica
- Forte de São Paulo da Gamboa
- Forte de São Pedro (Salvador)
- Forte do Paraguaçu
- Fortificações de Porto Seguro
- Fortim Camarão
- Fortim da Forca
- Fortim de Pinaúnas
- Fortim de São Fernando
- Fortim de São Filipe
- Fortim de São Tiago e São Filipe
- Portas de São Bento
- Portas do Carmo
- Reduto de Água de Meninos
- Reduto do Rio Vermelho
- Redutos da Vila de São Francisco
- Redutos do Rio Saubara

### Ceará
- Bateria da Princesa Carlota
- Bateria de São João do Príncipe
- Bateria de São Pedro do Príncipe
- Bateria do Retiro Grande
- Feitoria da Ibiapaba
- Fortaleza de Nossa Senhora da Assunção
- Forte do Rio da Cruz
- Forte Real de São Francisco Xavier da Ribeira do Jaguaribe
- Forte Schoonenborch
- Fortificações do Camocim
- Fortificações na Ponta de Jericoacoara
- Fortificações na Ponta do Mucuripe
- Fortim da Bandeira
- Fortim de Aracati
- Fortim de Nossa Senhora do Rosário de Jericoacoara
- Fortim de São Bartolomeu
- Fortim de São Bernardo do Governador
- Fortim de São Lourenço
- Fortim de São Luís
- Fortim de São Sebastião
- Fortim de São Tiago da Nova Lisboa
- Presídio da Ponta Grossa
- Presídio de Coroa Quebrada
- Presídio de Mundaú
- Presídio do Morro de Massaió
- Presídio do Pontal do Rio Acaraú
- Reduto da Barra de Aracati
- Reduto da Prainha
- Reduto de Canoa Quebrada
- Reduto de Faxina
- Reduto de Jacarecanga
- Reduto de Parazinho
- Reduto do Porto
- Reduto Novo

### Espírito Santo
- Fortaleza da Ilha do Boi
- Forte da Rainha
- Forte de Nossa Senhora do Monte do Carmo
- Forte de São Diogo
- Forte de São Francisco Xavier de Piratininga
- Forte de São João
- Fortificações na Ilha da Trindade
- Fortim da Praia na Ilha da Trindade
- Fortim de Santo Inácio, Fortim de São Maurício
- Fortim de São Tiago
- Fortim do Alto na Ilha da Trindade
- Fortim do Espírito Santo
- Reduto de Nossa Senhora da Vitória

### Maranhão
- Baluartes de São Cosme e São Damião
- Casa-forte do Rio Iguará
- Forte da Vera Cruz do Itapecuru
- Forte de Santa Maria de Guaxenduba
- Forte de Santo Antônio da Barra de São Luís, Forte do Sardinha
- Forte de São Francisco do Maranhão
- Forte de São José de Itapari, Forte de São José do Ribamar
- Forte de São Luís do Maranhão
- Forte de São Marcos
- Forte de São Sebastião de Alcântara
- Fortificações de Nazaré
- Fortim da Baía de Cumã
- Fortim da Barra de Tutoia
- Fortim da Ilha de Periá
- Reduto da Barra do Caju

### Mato Grosso
- Baterias de Vila Bela
- Fortificações de Melgaço
- Presídio de Casalvasco
- Presídio de Vila Maria do Paraguai

### Mato Grosso do Sul
- Colônia Militar de Dourados
- Colônia Militar de Miranda
- Forte 13 de Junho
- Forte da Pólvora de Corumbá
- Forte de Bela Vista
- Forte de Miranda
- Forte de Nossa Senhora do Carmo de Coimbra (Forte Velho)
- Forte de Nossa Senhora dos Prazeres do Iguatemi
- Forte de São Francisco de Corumbá
- Forte Novo de Coimbra (Forte Coimbra)
- Fortificações de Corumbá
- Fortim conde d'Eu de Corumbá
- Fortificações de Ladário
- Fortim de Santo Antônio de Corumbá
- Fortim Duque de Caxias de Corumbá
- Fortim Junqueira de Corumbá
- Fortim Major Gama de Corumbá
- Presídio de Albuquerque
- Trincheiras de Santa Cruz de Corumbá

### Minas Gerais
- Entrincheiramentos de Santa Luzia
- Fortim dos Bandeirantes
- Fortim dos Emboabas
- Palácio dos Governadores
- Sítio Arqueológico do Córrego da Figueira

### Paraíba
- Atalaia da Baía da Traição
- Baluartes de Filipeia de Nossa Senhora das Neves
- Bateria da Baía de Lucena
- Feitoria da Baía da Traição
- Forte de Nossa Senhora das Neves
- Forte de Santa Catarina do Cabedelo
- Forte de Santo Antônio
- Forte de São Filipe
- Fortificações de João Pessoa
- Fortificações de Pitimbu
- Fortim da Baía da Traição
- Fortim da Ilha da Restinga
- Fortim de Inhobim
- Fortim do Varadouro

### Pará
- Bateria de Santo Antônio
- Bateria de Val-de-Cães
- Bateria de São Boaventura
- Bateria do Arsenal
- Bateria do Carmo
- Casa-forte do Rio Guamá
- Forte da Cachoeira de Itaboca
- Forte de Mandiatuba
- Forte de Mariocai
- Forte de Muturu
- Forte de Nassau
- Forte de Nossa Senhora das Mercês da Barra de Belém
- Forte de Nossa Senhora de Nazaré de Alcobaça
- Forte de Orange
- Forte de Santo Antônio de Gurupá
- Forte de Santo Antônio dos Pauxis de Óbidos
- Forte de São Pedro Nolasco
- Forte do Castelo de Belém
- Forte do Desterro
- Forte do Paru de Almeirim
- Forte do Rio Caripi
- Forte do Rio Maicuru
- Forte do Rio Toheré
- Forte dos Tapajós de Santarém
- Forte Gurjão
- Fortim da Barra de Belém
- Fortim da Ilha dos Periquitos, Bateria da ilha dos Periquitos
- Fortim de Caité
- Reduto de São José

### Paraná
- Bateria da Ilha das Peças
- Bateria no morro da Baleia
- Fortaleza de Nossa Senhora dos Prazeres de Paranaguá, Fortaleza da Ilha do Mel
- Forte de Nossa Senhora do Carmo dos Campos de Guarapuava

### Pernambuco
- Arraial Novo do Bom Jesus
- Arraial Velho do Bom Jesus
- Bateria de Santiago do Buraco, Reduto de São Tiago
- Bateria do Forte Sequá
- Baterias na Enseada de Calhetas
- Casa-forte de Dona Ana Pais
- Casa-forte de Duarte Coelho
- Feitorias de Igaraçu e na Ilha de Itamaracá
- Fortaleza da Madre de Deus e São Pedro
- Forte da Barreta
- Forte da Santa Cruz de Tamandaré, Forte de Tamandaré
- Forte de Madame Bruyne, Forte do Buraco
- Forte de Nossa Senhora dos Prazeres do Pau Amarelo, Forte do Pau Amarelo
- Forte de Nossa Senhora dos Remédios de Fernando de Noronha
- Forte de Santa Cruz de Itamaracá, Forte Orange
- Forte de Santo Inácio de Tamandaré, Forte Santo Inácio de Loyola
- Forte de São Francisco da Barra
- Forte de São Francisco Xavier de Gaibu
- Forte de São João Batista do Brum
- Forte de São Jorge Novo
- Forte de São Jorge Velho
- Forte de São Tiago das Cinco Pontas
- Forte do Pontal de Nazaré
- Forte do Quebra Pratos
- Forte do Rio Doce
- Forte do Rio Tapado
- Forte dos Parachis
- Forte Emília
- Forte Ernesto
- Forte Ghijsselingh
- Forte Príncipe Guilherme
- Forte Waerdemburch
- Fortificações de Igaraçu e na Ilha de Itamaracá
- Fortificações de Salinas
- Fortificações do Cabo de Santo Agostinho
- Fortificações na Ilha de Fernando de Noronha
- Fortim da Ponta de Catuama
- Fortim da Praia da Atalaia de Fernando de Noronha
- Fortim de Santa Cruz de Olinda
- Fortim de São Francisco de Olinda
- Muralhas de Maurits Stadt
- Portas do Recife de Olinda
- Reduto Casa de João Pais Barreto
- Reduto da Boa Vista
- Reduto de Nossa Senhora da Conceição de Fernando de Noronha
- Reduto de Nossa Senhora de Nazaré
- Reduto de Santa Cruz do Morro do Pico de Fernando de Noronha
- Reduto de Santana de Fernando de Noronha
- Reduto de Santo Antônio de Fernando de Noronha
- Reduto de São João Batista de Fernando de Noronha
- Reduto de São Joaquim de Fernando de Noronha
- Reduto de São José do Morro de Fernando de Noronha
- Reduto de São Pedro da Praia do Boldró de Fernando de Noronha
- Reduto de Tejucupapo
- Reduto do Bom Jesus de Fernando de Noronha
- Reduto do Rio Formoso
- Reduto dos Marcos

### Piauí
- Fortim da Amarração
- Reduto da Pedra do Sal
- Reduto de São Pedro de Alcântara

### Rio de Janeiro
- Bateria da Ajuda
- Bateria da Barra de Guaratiba
- Bateria da Ilha Rasa
- Bateria da Praia dos Anjos
- Bateria da Prainha
- Bateria de Itapuã
- Bateria de Nossa Senhora da Boa Viagem
- Bateria de Nossa Senhora da Glória do Outeiro
- Bateria de Nossa Senhora da Guia
- Bateria de Nossa Senhora da Guia de Mangaratiba
- Bateria de Pouso Triste
- Bateria de Santa Luzia
- Bateria de Santo Antônio da Praia de Fora
- Bateria de Uripiranga
- Bateria do Andaraí
- Bateria do Arsenal de Marinha
- Bateria do Cafofo
- Bateria do Irajá
- Bateria do Lameiro
- Bateria do Morro da Conceição
- Bateria do Morro da Viúva
- Bateria do Morro de São Bento
- Bateria do Morro de São Januário
- Bateria do Morro do Pico
- Bateria do Morro do Valongo
- Bateria do Moura
- Bateria do Piahi
- Bateria do Pontal de Sernambetiba
- Bateria do Porto de Mangaratiba
- Bateria do Quartel da Petitiba
- Bateria Francesa da Barra da Baía de Guanabara
- Bateria Padrasto da Candelária
- Baterias da Barra da Tijuca
- Baterias de Jacarepaguá
- Baterias do Engenho Novo
- Bateria Ratier
- Ilha Fiscal
- Casa-forte de Martim Afonso de Sousa
- Entrincheiramento de Paranapuai
- Entrincheiramento de Uruçumirim
- Entrincheiramentos da Vila de Itaguaí
- Feitoria de Cabo Frio
- Feitoria da Baía de Guanabara
- Feitoria Maison de Pierre
- Fortaleza de Nossa Senhora da Conceição (Rio de Janeiro)
- Fortaleza de Santa Cruz da Barra
- Fortaleza de São Francisco Xavier da Ilha de Villegagnon
- Fortaleza de São João da Barra
- Fortaleza de São José da Ilha das Cobras
- Fortaleza de São Sebastião do Castelo
- Fortaleza do Marisco
- Forte Coligny
- Forte Barão do Rio Branco
- Forte da Estrada de Cunha
- Forte da Ilha da Bexiga
- Forte da Ponta da Vigia
- Forte da Ponta do Anel
- Forte da Ponta do Leme da Ilha Grande
- Forte da Ponta Grossa de Paraty
- Forte da Praia Vermelha
- Forte da Santa Cruz
- Forte de Copacabana
- Forte de Coroa Grande
- Forte de Iticopé
- Forte de Manuel Velho
- Forte de Nossa Senhora da Glória do Campinho
- Forte de Santa Margarida da Ilha das Cobras
- Forte de Santo Antônio da Ilha das Cobras
- Forte de Santo Antônio do Monte Frio
- Forte de Santo Inácio do Cabo Frio
- Forte de São Bento de Angra dos Reis
- Forte de São Clemente da Piaçava
- Forte de São Domingos de Gragoatá
- Forte de São Leopoldo de Sepetiba
- Forte de São Luís
- Forte de São Martinho
- Forte de São Mateus do Cabo Frio
- Forte de São Paulo de Sepetiba
- Forte de São Pedro de Sepetiba
- Forte de São Tiago da Misericórdia
- Forte Defensor Perpétuo
- Forte do Carmo de Angra dos Reis
- Forte do Morro do Pico
- Forte D. Pedro II do Imbuí
- Forte Duque de Caxias do Leme
- Forte Guanabara
- Forte Independência do Lameirão
- Forte Marechal Hermes
- Forte Tamandaré da Laje
- Fortificações de Angra dos Reis
- Fortificações de Guaratiba
- Fortificações de Itaguaí
- Fortificações de Paraty
- Fortificações de Sepetiba
- Fortim da Ilha dos Mantimentos
- Fortim da Ilha dos Meros
- Fortim de Caetano Madeira
- Fortim de Itapoã
- Fortim de Jacarepaguá
- Fortim de Sernambetiba
- Guarda Velha
- Muralha da Rua da Vala
- Portas da Cidade do Rio de Janeiro
- Reduto do Morro de Santa Teresa
- Reduto do Morro de Santo Antônio
- Reduto do Morro de São Diogo
- Reduto do Morro de São Januário

### Rio Grande do Norte
- Casa-forte de Guaraíras
- Fortaleza dos Reis Magos
- Forte da Ilha de Manuel Gonçalves
- Forte da Petitinga
- Forte da Ponta Negra
- Forte da Redinha
- Forte de Touros
- Forte do Rio Cunhaú
- Fortim na Ponta de Genipabu
- Presídio da Barra do Rio Mossoró
- Presídio de Pernambuquinho
- Presídio do Morro de Tibau

### Rio Grande do Sul
- Entrincheiramento de São Martinho
- Forte Conde d'Eu
- Forte de Itapoã
- Forte de Santa Bárbara
- Forte de Santa Tecla
- Forte de Santa Teresa
- Forte de Santana
- Forte de Santo Amaro
- Forte de São Gonçalo
- Forte de São José da Barra do Rio Grande
- Forte de São José do Norte
- Forte de São José do Passo do Rio Tebiquari
- Forte do Arroio
- Forte do Junco
- Forte de D. Pedro II de Caçapava
- Forte Duque de Caxias de São Gabriel
- Forte Duque de Saxe
- Forte Jesus, Maria, José de Rio Grande
- Forte Jesus, Maria, José do Rio Pardo
- Fortificações de Bagé
- Fortificações de Jaguarão
- Fortificações de Porto Alegre
- Fortificações de Rio Grande
- Fortificações de Santana do Livramento
- Fortificações de Uruguaiana
- Fortificações do Estreito de Rio Grande
- Fortim da Mangueira
- Fortim da Trindade
- Fortim de Santa Bárbara do Mosquito
- Fortim de Nossa Senhora da Conceição
- Fortim de São Francisco
- Fortim de São Jorge
- Fortim de São Pedro da Barra
- Fortim do Ladino
- Fortim do Triunfo
- Fuerte de San Miguel
- Reduto de Alegrete
- Reduto de São Caetano
- Reduto Tairu
- Registro de Viamão

### Rondônia
- Forte de Bragança
- Real Forte Príncipe da Beira
- Presídio das Pedras Negras
- Presídio de Lamego
- Presídio de Nossa Senhora da Conceição
- Presídio de Palmela
- Presídio de Torres
- Presídio de Viseu

### Roraima
- Forte de São Joaquim do Rio Branco

### Santa Catarina
- Bateria da Barra de Laguna
- Bateria de Imbituba
- Bateria de José Mendes
- Bateria de São Caetano da Ponta Grossa
- Bateria de São Francisco do Sul
- Entrincheiramento da Agronômica
- Entrincheiramento da Ponta Grossa
- Estacada da Praia de Fora
- Fortaleza de Nossa Senhora da Conceição de Araçatuba
- Fortaleza de Santa Cruz de Anhatomirim
- Fortaleza de Santo Antônio de Ratones
- Fortaleza de São José da Ponta Grossa
- Forte da Ponta das Almas
- Forte de Inbiassape
- Forte de Nossa Senhora da Conceição da Lagoa
- Forte de Nossa Senhora da Lapa do Ribeirão da Ilha
- Forte de Santa Bárbara da Vila
- Forte de Santana do Estreito
- Forte de São Francisco Xavier da Praia de Fora
- Forte de São João do Estreito
- Forte de São Luís da Praia de Fora
- Forte do Lessa
- Forte Marechal Luz
- Forte Marechal Moura de Naufragados

### Sergipe
- Bateria de Vila Nova
- Forte de São Cristóvão
- Forte Novo da passagem do rio São Francisco
- Fortim da ponta do Aracaré

### São Paulo
- Bateria da Praia do Góis
- Entrincheiramento de Iguape
- Feitoria de São Vicente
- Fortaleza de Santo Amaro da Barra Grande
- Forte Augusto
- Forte da Feiticeira
- Forte da Ponta das Canas
- Forte da Sepetuba
- Forte da Vera Cruz de Itapema
- Forte de Cananeia
- Forte de Itaipu
- Forte de Nossa Senhora do Monte Serrat de Santos
- Forte de São Filipe da Bertioga
- Forte de São João da Bertioga
- Forte de São Luís da Armação
- Forte de Vila Bela
- Forte do Araçá
- Forte do Pontal da Cruz
- Forte do Rabo Azedo
- Forte dos Andradas
- Fortificações de Santo André da Borda do Campo de Piratininga
- Fortim de São Tiago da Bertioga
- Fortim de São Vicente